# Stephen Schwartz (skladatelj)
Stephen Schwartz (New York, 6. ožujka 1948.), američki skladatelj i stihopisac glazbenog kazališta. Tijekom karijere, koja traje preko četiri desetljeća, napisao je glazbene uspješnice kao što su Godspell (1971.), Pippin (1972.) i Wicked (2003.).
Napisao je stihove za nekoliko uspješnih filmova, uključujući Pocahontas (1995.), Zvonar crkve Notre Dame, Princ od Egipta (1998., glazba i stihovi) i Enchanted (2007.).
Osvojio je tri nagrade Grammy, tri nagrade Oscar, Drama Desk nagradu i bio je nominiran za šest Tony nagrada.

## Glavna djela

### Pozornica
- Butterflies Are Free (1969.) uvodna pjesma (predstava i film)
- Godspell (1971.) skladatelj, stihopisac
- Mass (1971.) engleski tekstovi (u suradnji s Leonardom Bernsteinom)
- Pippin (1972.) skladatelj, stihopisac
- The Magic Show (1974.) skladatelj, stihopisac
- The Baker's Wife (1976.) skladatelj, stihopisac
- Working (1978.) adaptacija, redatelj, skladatelj, stihopisac
- Personals (1985.) skladatelj tri pjesme
- The Trip (1986.) skladatelj, stihopisac
- Rags (1986.) stihopisac
- Children of Eden (1991.) skladatelj, stihopisac
- Der Glöckner von Notre Dame (1999.)
- Wicked (2003.) skladatelj, stihopisac
- Tiruvasakam (2005.) engleski prijevod
- Snapshots (2005.)
- Captain Louie (2005.)
- Mit Eventyr – My Fairy Tale (2005.)
- Séance on a Wet Afternoon (2009.) opera
- Houdini (2014.)

### Snimke
- Reluctant Pilgrim (1997.)
- Uncharted Territory (2001.)

### Knjige
- The Perfect Peach (1977.) knjiga za djecu
- Defying Gravity (2008.) biografija

### Film
- Godspell (1973.) skladatelj, stihopisac
- Pocahontas (1995.) stihopisac
- Zvonar crkve Notre Dame (1996.) stihopisac
- Pippi Longstocking (1997.) stihopisac
- Princ od Egipta (1998.) skladatelj, stihopisac
- Enchanted (2007.) stihopisac
- Mumbai Musical (2016.) stihopisac

### Televizija
- Working (1977.) skladatelj, stihopisac, redatelj
- Geppetto (2000.) skladatelj, stihopisac
- Johnny and the Sprites (2005.) uvodna pjesma

### Zbor
- The Chanukah Song (We are Lights)
- Kéramos
- Testimony (2012.)

## Vanjske poveznice
- (engl.) Službene stranice Stephena Schwartza